# История геологического исследования Сибири
История геологического исследования Сибири (1931—1949, 1959) — научное биографическое и библиографическое издание по истории геологического изучения Сибири. Книжная серия издавалось Комиссией по истории знаний при АН СССР и Академией наук СССР.
Автор и составитель академик Владимир Афанасьевич Обручев.
Серия состояла из 5 томов и нескольких частей в них, всего 14 книг.

## История
Превые обобщения по Сибири были сделаны в работах:
- Борисяк А. А. Геологический очерк Сибири. Петроград: М. и С. Сабашниковы, 1923. VIII, 140 с.
- Obrutschew W. Geologie von Sibirien. Berlin: Bornträger, 1926. XII. 573 S.
- Обручев В. А. Геологический обзор Сибири. М.: Госиздат, 1927. XVI, 360 c.

## Книги серии
Обручев В. А. История геологического исследования Сибири (1931—1959):
Период первый — обнимающий XVII и XVIII века (Гмелин, Паллас, Георги). Л.: Издательство АН СССР, 1931. 153, 18, IV c.
Период второй (1801—1850) (Гельмерсен, Гофман, Миддендорф, Чихачев, Шуровскй, Эрман). Л.: Издательство АН СССР, 1933. 230 с.
Период третий (1851—1888): (Кропоткин, Маак, Меглицкий, Чекановский, Черский, Шмидт). Л.: Издательство АН СССР, 1934. 354, 85 с.
Период четвёртый (1889—1917): Систематических государственных исследований. Москва-Ленинград: Издательство АН СССР, 1937. 706 с.
Период пятый (1918—1940), Выпуски:
- 1. Введение. Общий обзор исследований Сибири с 1918 по 1940 г. и их результатов. Краткие биографии главных исследователей. Указатели к выпускам 2-8. М.; Л.: Издательство АН СССР, 1949. 59 с.
- 2. Западно-Сибирская низменность, восточный склон Урала и Тургайская впадина. М.; Л.: Издательство АН СССР, 1947. 63 с.
- 3. Северная, или Сибирская часть Казахстана. М.; Л.: Издательство АН СССР, 1947. 108 с.
- 4. Алтае-Саянская область. М.; Л.: Издательство АН СССР, 1944. 239 с.
- 5. Сибирская платформа. Таймырский край и Восточный Саян. М.; Л.: Издательство АН СССР, 1945. 128 с.
- 6. Прибайкалье, Байкальское нагорье, Забайкалье и Алданская плита. М.; Л.: Издательство АН СССР, 1945. 118 с.
- 7. Амурский край, Южное Приморье и остров Сахалин. М.; Л.: Издательство АН СССР, 1946. 115 с.
- 8. Северо-Восточная область: Верхоянско-Колымский и Анадырско-Чукотский края и полуостров Камчатка. М.; Л.: Издательство АН СССР, 1946. 80 с.
- 9. Обзор литературы, содержащей описание всей Сибири или крупных её частей, а также сводки по месторождениям полезных ископаемых, флоре и фауне, географии, геоморфологии, геодезии и другим соприкасающимся наукам. М.; Л.: Издательство АН СССР, 1948. 167 с.
  - 9. Второе издание, дополненное рассекреченной литературой. М.: Издательство АН СССР, 1959. 199 с.

Продолжением серии считается многотомное издание «Геологическая изученность СССР» (1961—1990).

## Награды и премии
В 1950 году за этот труд В. А. Обручеву была присвоена Сталинская премия I степени.